# Phyllopodopsyllus bahamensis
Phyllopodopsyllus bahamensis är en kräftdjursart som beskrevs av Geddes 1968. Phyllopodopsyllus bahamensis ingår i släktet Phyllopodopsyllus och familjen Tetragonicipitidae. Inga underarter finns listade i Catalogue of Life.